# تركيبات حبوب منع الحمل
تأتي حبوب منع الحمل في عدة تركيبات. التقسيم الرئيسي هو بين حبوب منع الحمل المركبة، التي تحتوي على كل من هرمون الإستروجين والبروجستيرون الاصطناعي ( البروجستين )، وحبوب البروجستيرون فقط. تأتي حبوب منع الحمل المركبة عن طريق الفم أيضًا بأنواع مختلفة، بما في ذلك جرعات متفاوتة من الإستروجين، وما إذا كانت جرعة الإستروجين أو البروجستيرون تتغير من أسبوع لآخر.

## آلية العمل
تعمل الحبوب المركبة عادةً عن طريق منع المبايض من إطلاق البويضات (التبويض). كما أنها تزيد من كثافة مخاط عنق الرحم، مما يمنع الحيوانات المنوية من اختراق الرحم والوصول إلى البويضة. تؤدي الهرمونات المركبة وحبوب البروجستيرون فقط إلى ترقق بطانة الرحم؛ هذا يمكن أن يمنع الحمل عن طريق منع انغراس الكيسة الأريمية التي تحوي الخلايا الملقحة المكونة للجنين النامي.
ولكن الآلية الرئيسية هي منع التبويض.

## حبوب منع الحمل المركبة الفموية
تحتوي جميع هذه الحبوب على الإستروجين أو إيثينيل الإستراديول أو الميسترانول  بكميات متفاوتة، بالإضافة إلى أحد المركبات البروجستيرونية المختلفة. (فيما يتعلق بالإستروجين ، 3-ميثيل إيثر غير النشط لإيثينيل الإستراديول، والذي يجب أن يتم استقلابه بواسطة الكبد إلى إيثينيل إستراديول النشط؛ 50 ميكروغرام من الميسترانول يعادل 35 فقط ميكروغرام من إيثينيل الإستراديول ولا ينبغي استخدامه عند احتياج المريض لجرعات عالية من الإستروجين [50 ميكروغرام من إيثينيل الإستراديول]؛ ميسترانول هو هرمون الإستروجين المستخدم في أول موانع الحمل الفموية ، إينوفيد). عادة ما يتم أخذها لمدة 21 يومًا مع وجود فجوة لمدة سبعة أيام يحدث خلالها نزيف الانسحاب (وهو ما يشار إليها بصورة خاطئة كفترة الحيض). تختلف حبوب منع الحمل الفموية في كمية الإستروجين المعطاة، وما إذا كانت أحادية الطور (نفس جرعة الإستروجين والبروجستيرون خلال كل يوم من 21 يومًا) أو متعددة الأطوار (تتفاوت جرعة الهرمونات بين الأيام). تعد الحبوب أحادية الطور ذات الدورة الممتدة نوعًا أحدث يمكن من تقليل النزيف الانسحابي إلى مرة كل ثلاثة أشهر.

### الحبوب أحادية الطور
تعطى هذه الأدوية عادةً على شكل 21 قرصًا من الإستروجين والبروجستيرون، متبوعة بسبعة أقراص من الدواء الوهمي أو مكمل الحديد. تحوي بعض التركيبات الأحدث أقراص أكثر نشاطًا وعدد أقل من الأدوية الوهمية. نادراً ما تستخدم الأنظمة العلاجية اليومية التي تشتمل على سبعة حبوب غير فعالة في المملكة المتحدة. تحتوي التركيبات المختلفة على كميات مختلفة من الإستروجين والبروجستيرون.

### الحبوب متعددة الأطوار
تأتي هذه الأدوية في عدة أنظمة منها الحبوب ثلاثية الطور والحبوب ثنائية الطور. في الحبوب ثلاثية الأطوار تزيد كمية البروجستين في كل سبع حبات، ما عدا آخر سبع حبات حيث تحوي دواء وهمي أو مكمل غذائي. في الحبوب ثنائية الطور، تحوي أول عشر حبات كمية من الإستروجين والبروجستين، ثم تزداد كمية البروجستين في الإحدى عشر حبة التالية، وتحوي آخر سبع حبات على دواء وهمي أو مكمل غذائي.

## حبوب البروجستيرون فقط
تستخدم حبوب البروجستيرون فقط (POPs) هرمون البروجستيرون وحده لمنع الحمل. قد يشار إلى هذه الحبوب باسم الحبوب الصغيرة (mini pill). قد تعاني السيدات اللواتي يستخدمنها من نزيف خفيف غير منتظم في الأشهر القليلة الأولى من الاستخدام، يستقر عادةً إلى نمط منتظم بعد فترة من الاستخدام.
يشيع استخدام هذه الحبوب لدى النساء المرضعات، حيث يعتقد أن هذه الحبوب لا تؤثر على إنتاج الحليب وتحمل مخاطر أقل لعدم احتوائها على الإستروجين.

## موانع الاستخدام
لا ينبغي استخدام موانع الحمل الفموية بشكل عام لدى السيدات اللواتي يعانين من الحالات التالية:
- حالات التهاب الوريد الخثاري أو أمراض تجلطات الدم (أو وجود تاريخ مرضي)
- حالات مرض الشريان التاجي أو الجلطات الدماغية (أو وجود تاريخ مرضي)
- أمراض القلب الصمامية مع تاريخ تجلطات دموية
- ارتفاع ضغط الدم الشديد
- مرض السكري مع مضاعفات في الأوعية الدموية
- صداع مصحوب بأعراض عصبية بؤرية
- جراحة كبرى مع عدم حركة لفترة طويلة
- سرطان الثدي المشخص أو المشتبه به (أو وجود تاريخ مرضي)
- سرطان بطانة الرحم أو أورام أخرى مشخصة أو مشتبه بها معتمدة على الإستروجين
- نزيف تناسلي غير طبيعي لم يتم تحديد سببه
- اليرقان الركودي للحمل أو اليرقان مع استخدام حبوب منع الحمل السابقة
- أورام الكبد أو الأورام السرطانية ، أو مرض الكبد النشط
- الحمل أو اشتباه الحمل
- فرط الحساسية تجاه أي من مكونات المستحضر

يمكن العثور على إرشادات أكثر شمولاً تتضمن تحليل المخاطر والفوائد في منظمة الصحة العالمية الأهلية الطبية لإرشادات استخدام وسائل منع الحمل  والتي تحكم أنظمة الأهلية الطبية وإرشادات استخدام وسائل منع الحمل التابعة لمركز السيطرة على الأمراض.